# Collana Storica Rizzoli
La Collana Storica Rizzoli è una collana di libri di Storia, che spazia dalle monografie ai Diari e Memorie, pubblicata dalla casa editrice Rizzoli-RCS LIBRI, aperta ad autori contemporanei sia italiani sia stranieri. Fu creata e diretta da Giorgio Borsa. Molti titoli non furono più ristampati e risultano tuttora esauriti, taluni sono entrati nel catalogo di altri Editori, mentre parecchi vengono presentati, a distanza di tempo, nelle edizioni economiche della BUR. Dal 2011 la collana è stata chiusa e sostituita con la nuova collana di saggistica varia "I Sestanti".

## Libri
1963
- Michel Foucault, Storia della follia nell'età classica, trad. di Franco Ferrucci, pref. e appendici tradotte da Emilio Renzi e Vittore Vezzoli,

1964
- H. Stuart Hughes, Storia dell'Europa contemporanea, trad. di Giancarlo Carabelli,

1966
- Arthur Schlesinger Jr., I mille giorni di John F. Kennedy, trad. di Giancarlo Carabelli con la collaborazione di Bruno Oddera, Renato Gorgoni, Giampaolo Calchi Novati, Vittorio Ghinelli e Giuseppe Bernardi,

1967
- Edward Crankshaw, Kruscev, trad. di Pietro Ghilarducci,

1968
- David G. Chandler, Le campagne di Napoleone, edizione italiana a cura di Maurizio Pagliano e Luigi Bellavita, 2 voll.,
- Basil Henry Liddel Hart, La Prima guerra mondiale 1914-1918 (The Real War 1914-1918), trad. di Vittorio Ghinelli,

1969
- Pier Carlo Masini, Storia degli anarchici italiani da Bakunin a Malatesta (1862-1892), gennaio 1969
- Georgij Michajlovič Katkov, Russia 1917: La Rivoluzione di febbraio, trad. di Lydia Magliano, febbraio 1969
- Henry McAlevy, Storia della Cina moderna, trad. di Mario Bonini, novembre 1969

1970
- Adam B. Ulam, Storia della politica estera sovietica 1917-1967, trad. di Michele Dzieduszycki,
- Percival Spear, Storia dell'India, trad. di Elena Spagnol,

1971
- Robert Roswell Palmer, L'era delle Rivoluzioni democratiche, trad. di Adriana Castelnuovo Tedesco,

1972
- Basil Henry Liddel Hart, Storia di una sconfitta: parlano i generali del Terzo Reich, trad. di Mario Bonini e Oreste Rizzini,
- Daniel George Edward Hall, Storia dell'Asia Sudorientale, trad. di Mario Bonini,
- Antonino Répaci, La marcia su Roma, nuova edizione riveduta e accresciuta con altri documenti inediti,

1973
- Yves Renouard, Gli uomini d'affari italiani del Medioevo (Les hommes d'affaires italienne du moyen age, ed.or. 1968), a cura di Bernard Guillemain, trad. di Gisella Tarizzo, I ed. settembre 1973
- Hajo Holborn, Storia della Germania moderna: 1840-1945, trad. di Lydia Magliano,

1974
- Joachim Carl Fest, Hitler. Una biografia, trad. di Francesco Saba Sardi,
- Edwin Oldfather Reischauer, Storia del Giappone. Passato e presente, trad. di Delfo Ceni,
- Hubert Clinton Herring, Storia dell'America Latina, trad. di Francesco Ricciu,

1975
- John Hemming, La fine degli Incas: la più completa ricostruzione storica dello splendore della civiltà incaica e dei conquistadores che la distrussero (The conquest of the Incas), edizione italiana a cura di Furio Jesi,

1976
- Glauco Licata, Storia del Corriere della Sera. Prefazione di Giuseppe Are
- Ronald William Clark, Einstein: la vita pubblica e privata del più grande scienziato del nostro tempo, trad. di Lydia Magliano,
- Samuel Eliot Morison, Storia della scoperta dell'America. volume I. Viaggi del Nord. Dai Vichinghi ai Padri Pellegrini, le vicende dei viaggiatori europei alla conquista dell'America del Nord , versione italiana a cura di Furio Jesi,
- David McLellan, Karl Marx: la sua vita, il suo pensiero, trad. di Robert Long,
- Silvio Bertoldi, Salò: vita e morte della Repubblica Sociale Italiana,

1977
- Georges Dumèzil, La religione romana arcaica. Miti leggende realtà della vita religiosa romana con un'appendice sulla religione degli etruschi, edizione italiana e traduzione a cura di Furio Jesi,
- Steven Runciman, Il Rajah bianco. La vera storia di James Brooke e della sua dinastia (The White Rajahs), trad. di Marco Amante,
- Emmanuel Le Roy Ladurie, Storia di un paese: Montaillou. Un villaggio occitanico durante l'Inquisizione (1294-1324). Un grande libro della moderna storiografia, trad. di Giovanni Bogliolo,
- Giorgio Borsa, La nascita del mondo moderno in Asia Orientale: la penetrazione europea e la crisi delle società tradizionali in India, Cina e Giappone,
- Anthony Mockler, Il mito dell'Impero: storia delle guerre italiane in Abissinia e in Etiopia, versione italiana a cura di Gianni Scarpa e Bruno Oddera,
- Walter Laqueur, La Repubblica di Weimar. Vita e morte di una società permissiva (Weimar: a cultural history), trad. di Lydia Magliano,
- Gordon Brook-Shepherd, Lo zio d'Europa. Edoardo VII. La vita mondana e politica dell'Europa dei notabili e della belle époque, trad. di Lydia Magliano,
- Raleigh Trevelyan, Principi sotto il vulcano. Storia e leggenda di una dinastia di gattopardi anglosiciliani dai Borboni a Mussolini, a cura di Francesco Saba Sardi,

1978
- François Chatelet-Gérard Mairet (a cura di), Storia delle ideologie (Histoire des idéologies), 2 voll., I vol.: Dall'Antico Egitto al XVII secolo, II vol.: Dal XVIII al XX secolo,
- Samuel Eliot Morison, Storia della scoperta dell'America. volume II: Viaggi del Sud. Da Colombo a Vespucci a Pizarro e Cortes, i viaggi e le guerre per la conquista dell'America del Sud,
- Stephen E. Ambrose, Cavallo Pazzo e Custer: il dramma e l'epica del West nelle vite di due guerrieri americani, trad. di Anna Nencioni,
- Denis Mack Smith, Storia di cento anni di vita italiana visti attraverso il Corriere della Sera, trad. di Giovanni Ferrara degli Uberti,
- Walter Laqueur, Storia del terrorismo. L'analisi storica del più drammatico fenomeno del nostro tempo, trad. di Loni Sandermann,

1979
- Franz Herre, Francesco Giuseppe: Splendore e declino dell'Impero Asburgico nella vita del suo ultimo grande rappresentante, edizione italiana a cura di Maria Teresa Giannelli, trad. di Argia Micchettoni,
- Jean François Revel, 3000 anni a tavola. Storia culturale della cucina, trad. di Giovanni Bogliolo,
- Mendel Peterson, La flotta dell'oro. Un'epica avventura umana in un grande libro di storia: l'ascesa e il crollo della potenza navale ed economica spagnola nelle Americhe, trad. di Mario Manzari,
- Iris Origo, Il mercante di Prato. La vita di Francesco Datini nel nome di Dio e del guadagno. Prefazione di Luigi Einaudi, trad. di Nina Ruffini,
- Amos Elon, La rivolta degli Ebrei. Dalla Diaspora alla Patria: la storia di Theodor Herzl e del ritorno degli ebrei in Palestina, trad. di Lydia Magliano,
- John Whittam, Storia dell'Esercito Italiano. Le vicende belliche e politiche del nostro esercito dal 1861 a Mussolini (The politics of the Italian army), trad. di Enzo Peru,

1980
- Galeazzo Ciano, Diario 1937-1943. A cura di Renzo De Felice. Per la prima volta l'edizione completa della più celebre testimonianza del periodo fascista,
- Alexis de Tocqueville, L'Antico Regime e la Rivoluzione. A cura di Giorgio Candeloro. Le cause sociali e culturali della Rivoluzione francese in un classico della storiografia,
- Alistair Horne, Storia della Guerra d'Algeria 1954-1962. La nascita della nazione algerina dai primi atti di terrorismo alla Battaglia d'Algeri fino all'indipendenza (A savage war of peace), trad. di Gianni Pilone Colombo, 1980-2007
- Bartolomé Bennassar - con la collab. di Catherine Brault-Noble et al., Storia dell'Inquisizione spagnola: l'influenza sulla scena mondiale dell'Inquisizione spagnola sui costumi politici, religiosi e sessuali dal XV al XIX secolo, trad. di Nanda Torcellan,
- Peter Calvocoressi-Guy Wint, Storia della Seconda Guerra Mondiale 1939-1945: i sei anni che hanno sconvolto il mondo (Total War. Causes and Courses of the Second World War), revisione tecnica a cura del gen. Dino Salsilli, trad. di Sossio Giametta,

1981
- Jules Michelet, Storia della Rivoluzione francese, pref. all'edizione italiana di Giovanni Cipriani, trad. di Cesare Giardini, trad. delle appendici di Armando Guardasoni, 4 voll.,
- Georges Blond, Storia della Grande Armée. Vivere e morire per l'Imperatore: l'epopea della perfetta macchina da guerra di Napoleone,
- Lidia Storoni Mazzolani, Tiberio o la spirale del potere. La forza irresistibile del dispotismo,
- Emmanuel Le Roy Ladurie, Il Carnevale di Romans. Nella Francia di Caterina de' Medici le tensioni sociali e i conflitti di una cittadina del Delfinato trasformano una mascherata in un dramma sanguinoso, trad. di Giovanni Bogliolo,
- Edward Luttwak, La grande strategia dell'Impero Romano. L'apparato militare come forza di dissuasione (dal I al III secolo D.C.) (The Grand Strategy of the Roman Empire), Premessa di J.F. Gilliam, trad. di Pierangela Diadori,
- Pier Carlo Masini, Storia degli anarchici italiani nell'epoca degli attentati,
- Basil Davidson, Scene della guerra antifascista. I partigiani e gli alleati: memorie di uno storico famoso ex agente speciale in Italia e in Jugoslavia,
- Antony Bridge, "Dio lo vuole". Storia delle Crociate in Terrasanta (The Crusades), edizione a cura di Gianni Scarpa,

1982
- Régine Pernoud, La donna al tempo delle cattedrali. Civiltà e cultura femminile nel Medioevo, trad. di Maria Gabriella Cecchini,
- Giuseppe Bottai, Diario 1935-1944. A cura di Giordano Bruno Guerri. Il regime fascista giudicato da uno dei suoi uomini più intelligenti, critici e fedeli; il testo integrale e inedito di in diario importante come quello di Ciano,
- Franz Herre, Prussia: nascita di un Impero. L'ascesa della nazione tedesca, romantica e militarista, patriottica e borghese, nella vita del Kaiser Guglielmo I, Re di Prussia, Imperatore di Germania, trad. di Anna Corbella,
- John Hemming, Storia della conquista del Brasile. Alla ricerca dell'"oro rosso": gli indios brasiliani, trad. di Paola Montagner,
- Alexis de Tocqueville, La democrazia in America. A cura di Giorgio Candeloro. Dalla Rivoluzione alla società sviluppata: la nascita del primo stato americano,

1983
- Samuel George Frederik Brandon, Gesù e gli Zeloti. "Non sono venuto a portare la pace, ma una spada", edizione italiana a cura di Giuliano Boccali, trad. di Furio Jesi e Maria Cristina Vidi,
- Emmanuel Le Roy Ladurie, Il denaro, l'amore, la morte in Occitania. Dalla riscoperta di un romanzo contadino del '700 un nuovo modo di fare storia attraverso l'immaginario popolare. Preceduto da Storia di Gian l'han preso, romanzo in lingua d'oc dell'abate Jean Baptiste Castor Fabre (1756), edizione critica a cura di Philippe Gardy, trad. di Giovanni Bogliolo,
- Jan Morris, Pax Britannica: l'apogeo di un Impero. Lo splendore e l'eccentricità come strumenti di dominio, trad. di Gianni Pilone-Colombo,
- Tullio Cianetti, Memorie dal carcere di Verona: lavoro e organizzazione sindacale in epoca fascista nella testimonianza inedita dell'ultimo ministro delle Corporazioni, a cura di Renzo De Felice,
- Erich Kuby, Il tradimento tedesco. Come il Terzo Reich portò l'Italia alla rovina, trad. di Lydia Magliano,
- Howard H. Scullard, Storia del mondo romano, 2 volumi: dalla fondazione di Roma alla distruzione di Cartagine, dalle riforme dei Gracchi alla morte di Nerone,
- Catherine Salles, I bassifondi dell'antichità. Prostitute ladri schiavi gladiatori: dietro lo scenario eroico del mondo classico, trad. di Rosanna Pelà,

1984
- Edward Luttwak, La Grande strategia dell'Unione Sovietica. Con appendici di Herbert Block e W. Seth Carus, pref. di Raimondo Luraghi, trad. di Giovanni Ferrara Degli Uberti,
- Jack Lindsay, I Normanni. I discendenti dei pirati vichinghi alla conquista del mondo moderno, trad. di Gianni Scarpa,
- Confucio, Primavera e Auntunno. con i commentari di Tso, trad. e introd. di Fausto Tomassini,
- Fulvio Suvich, Memorie: 1932-1936. A cura di Gianfranco Bianchi. Il diplomatico italiano che cercò di fermare Hitler: si poteva salvare l'Europa?,
- Hermann Schreiber, I Vandali. Cavalieri nomadi alla conquista del Mediterraneo, trad. di Lydia Magliano,
- Mihail Jakovlevič Geller-Aleksandr Nekrič, Storia dell'URSS dal 1917 a oggi: l'utopia al potere,ediz. italiana a cura di Emilia Magagnini e Claudio Motta, trad. di M. Novella Pierini,

1985
- Bartolomé Bennassar, Il Secolo d'oro spagnolo. L'età di Carlo V, Filippo II, di Velázquez, di Cervantes, di santa Teresa d'Avila, degli hidalgos e dei pícaros, trad. di Lorenza Ruggiero,
- David Hapgood-David Richardson, Montecassino. Dagli archivi militari la verità su uno degli eventi più discussi della Seconda Guerra Mondiale, trad. di Enzo Peru,
- Raimondo Luraghi, Storia della Guerra civile americana. La sanguinosa epopea della sconfitta del vecchio Sud dei piantatori e degli schiavi,
- Robert K. Massie, Pietro il Grande. La vita dello zar che trasformò la Russia medievale in una grande potenza dell'Europa moderna, trad. di Vittorio Benini,
- Stanley Karnow, Storia della guerra del Vietnam. Da Dienbienphu alla caduta di Saigon: una fondamentale ricostruzione storica, ediz. italiana a cura di Piero Bairati, 1985-1987
- Reay Tannahill, Storia dei costumi sessuali. L'uomo, la donna, l'evoluzione delle società di fronte al sesso, trad. di Anna Sordelli,
- Jean-Noël Robert, I piaceri a Roma. Le feste i banchetti l'eleganza le donne l'arte le terme il circo: la dolce vita nella città dei Cesari, trad. di C. Guagnellini,

1986
- Régine Pernoud, I Santi nel Medioevo. Uomini di fede, mistici e sovrani al servizio della carità, trad. di Anna Maria Marietti,
- Peter Herde, Pearl Harbor. Intrighi politici, spionaggio, piani militari: come fu preparato il più micidiale attacco aeronavale della Storia, trad. di Antonio Marinelli,
- Andreas Hillgruber, La strategia militare di Hitler. Prefazione di Renzo De Felice. Come il Führer progettò la conquista dell'Europa, trad. di Diana Bax e Giorgio Maini,
- Josef Gelmi, I Papi. Da Pietro a Giovanni Paolo II, trad. di Carlo Milesi,

1987
- Nigel Nicolson, Napoleone in Russia. 1812: il tramonto di un sogno imperiale, trad. di Maria Teresa Marenco,
- Reay Tannahill, Storia del cibo, trad. di Libero Sosio,

1988
- John King Fairbank, Storia della Cina contemporanea. 1800-1985, trad. di Aldo Serafini,
- Giuseppe Bottai, Diario 1944-1948. A cura di Giordano Bruno Guerri. Dal volontario esilio nella Legione straniera "il migliore dei gerarchi" giudica il regime fascista e la nuova democrazia italiana,
- Albert Soboul, Storia della Rivoluzione francese. Principi, idee, società, trad. di Maria Grazia Meriggi,
- Robert Jay Lifton, I medici nazisti: lo sterminio sotto l'egida della medicina e la psicologia del genocidio (The nazi doctors), trad. di Libero Sosio,
- David G. Chandler (a cura di), I marescialli di Napoleone. Gli uomini che combatterono da Marengo ad Austerlitz a Wagram a Mosca a fianco dell'Imperatore (Napoleon's marshals), trad. di Franco Caposio e Giuliano Caposio,

1989
- François Furet, Il Secolo della Rivoluzione: 1770-1880. Dall'Ancien Régime alla Terza Repubblica, trad. di Bettino Betti,
- Anthony Read-David Fisher, L'abbraccio mortale. Hitler e Stalin e il patto Ribbentrop-Molotov 1939-1941, trad. di Piero Bairati,
- Dominick Graham-Shelford Bidwell, La battaglia d'Italia 1943-1945, trad. di Piero Spinelli,
- John Keegan, Uomini e battaglie della Seconda Guerra Mondiale. 1939-1945: le strategie, le operazioni, le armi (The Second World War), trad. di Enzo Peru, I ed. novembre 1989; II ed. col titolo La Seconda Guerra mondiale, marzo 2000
- Santo Mazzarino, Fra Oriente e Occidente: ricerche di storia greca arcaica,
- Andrej Andreević Gromiko, Memorie, trad. di Dario Staffa,

1990
- Santo Mazzarino, Stilicone: la crisi imperiale dopo Teodosio,
- Richard Rhodes, L'invenzione della bomba atomica. 6 agosto 1945: l'inizio di una nuova era (The making of the atomic bomb), trad. di Gianni Rigamonti, 1990-2005
- Max Hastings, La Guerra di Corea 1950-1953. Un conflitto "inutile" che ha segnato il corso della storia, trad. di Enzo Peru,
- Denis Mack Smith, I Savoia Re d'Italia. Fatti e misfatti della monarchia dall'unità al referendum per la repubblica, trad. di Aldo Serafini, 1990-2002
- Anthony Read-David Fisher, La notte dei cristalli. 9-10 novembre 1938. L'ondata di violenza che diede inizio all'Olocausto,

1991
- Philip Mansel, La corte di Francia 1789-1830. Personaggi, politica e vita quotidiana dalla Rivoluzione a Luigi Filippo, trad. di Erica Joy Mannucci,
- Bohdan Nahaylo-Victor Swoboda, Disunione sovietica. La politica e le nazioni dell'ultimo grande impero: storia, rivalità e rivendicazioni dei popoli che compongono l'URSS, trad. di Barbara Staffa e Dario Staffa,
- Eva Cantarella, I supplizi capitali in Grecia e a Roma. Origini e funzioni della pena di morte nell'antichità classica,
- Correlli Barnett (a cura di), I Generali di Hitler. Esercito e casta militare del Terzo Reich, trad. di Maurizio Pagliano,
- John Boswell, L'abbandono dei bambini in Europa Occidentale. Demografia, diritto e morale dall'Antichità al Rinascimento, trad. di Francesco Olivieri,

1992
- Gian Carlo Roscioni, Sulle tracce dell'Esploratore turco. Letteratura e spionaggio nella cultura libertina del Seicento
- Michael Burleigh-Wolfgang Wippermann, Lo Stato razziale: Germania 1933-1945. Utopia e barbarie: la politica sociale del Terzo Reich (The Racial State- Germany 1933-1945), trad. di Orsola Fenghi
- David Fromkin, Una pace senza pace. La caduta dell'Impero ottomano e la creazione del moderno Medio Oriente, trad. di Stefano Galli, 1992; Collana Saggi stranieri, Rizzoli, 2002
- Santo Mazzarino, Dalla monarchia allo stato repubblicano: ricerche di storia romana arcaica
- Jean Delumeau, Rassicurare e proteggere. Devozione, intercessione, misericordia nel rito e nel culto dell'Europa medievale e moderna, trad. di Bettino Betti,
- Lothar Gall, Borghesia in Germania. Una famiglia e tre secoli di storia tedesca, trad. di Amelia Valtolina,

1993
- Telford Taylor, Anatomia dei processi di Norimberga. I crimini del nazismo: un accusatore racconta (The anatomy of the Nuremberg trials), trad. di Orsola Fenghi, 1993-1996-2005
- Ron Chernow, I Warburg. L'odissea di una grande dinastia di banchieri, trad. di Nicoletta Rosati Bizzotto,
- Paul M. Kennedy, L'antagonismo anglo-tedesco. Dalla collaborazione all'ostilità: 1860-1914, trad. di Stefano Galli,
- Robert B. Asprey, L'alto comando tedesco. Le strategie militari di Hindenburg e Ludendorff nella prima guerra mondiale (The German High Command at War. Hindenburg and Ludendorff Conduct World War I, William Morrow and Company, Inc., New York, 1991), trad. di Aldo Papadia,
- Raimondo Luraghi, Marinai del Sud: storia della Marina Confederata nella Guerra Civile Americana 1861-1865,

1994
- Robert Solomon Wistrich, Gli ebrei di Vienna 1848-1916. Identità e cultura nella capitale di Francesco Giuseppe, trad. di Aldo Serafini,

1995
- Eric John Hobsbawm, Il Secolo Breve 1914-1991. L'era dei grandi cataclismi (Age of Extremes), trad. di Brunello Lotti,
- Gitta Sereny, In lotta con la verità. La vita e i segreti di Albert Speer, amico e architetto di Hitler, trad. di Massimo Birattari, Brunello Lotti, Maria Barbara Piccioli,

1996
- David I. Kertzer, Prigioniero del Papa Re. Storia di Edgardo Mortara, ebreo, rapito all'età di sei anni da Santa Romana Chiesa nella Bologna del 1858, trad. di Giorgio Moro e Brunello Lotti, 1996-2000
- Roy Palmer Domenico, Processo ai fascisti 1943-1948: storia di un'epurazione che non c'è stata, trad. di Brunello Lotti,
- Carl Bernstein-Marco Politi, Sua Santità. Giovanni Paolo II e la storia segreta del nostro tempo,

1997
- Isabel Vincent, L'oro dell'Olocausto. La storia segreta dei beni rubati agli ebrei d'Europa, trad. di Sergio Mancini e Gianna Lonza,
- Giovanni Contini Bonacossi, La memoria divisa,

1998
- Antony Beevor, Stalingrado. Stalin contro Hitler: un grande libro di storia vera, trad. di Sergio Mancini, consulenza di Maurizio Pagliano,
- Indro Montanelli-Mario Cervi, L'Italia del Novecento,

1999
- Denis Mack Smith, Cavour contro Garibaldi. 1860: la nascita dell'Italia unita (Cavour and Garibaldi 1860), trad. di Paolo Gori,
- Eric John Hobsbawm, L'Età della Rivoluzione, 1789-1848 (The Age of Revolution. Europe 1789-1848), trad. di Orazio Nicotra,
- Valerio Castronovo, FIAT 1899-1999: un secolo di storia italiana,

2000
- Robert D. Kaplan, Gli spettri dei Balcani. Un viaggio attraverso la Storia,
- Jacques Barzun, Dall'Alba alla Decadenza: storia della cultura occidentale 1500-2000,
- Marco Gioannini-Giulio Massobrio, Marengo. La battaglia che creò il mito di Napoleone. Introduzione di David G. Chandler,
- Giovanni Miccoli, I dilemmi e i silenzi di Pio XII,
- Eric John Hobsbawm, Gente non comune: storie di uomini ai margini della Storia, trad. di Stefano Galli e Sergio Mancini,
- Indro Montanelli-Mario Cervi, L'Italia del Millennio: sommario di dieci secoli di Storia,

2001
- Perry Link-Andrew James Nathan (a cura di), Tienanmen. Documenti raccolti da Zhang Liang. Postfazione di Orville Schell (Tienanmen papers,
- Edwin Black, L'IBM e l'Olocausto. I rapporti fra il Terzo Reich e una grande impresa americana, trad. di Robeta Zuppet e Sergio Mancini,
- Adam Hochschild, Gli spettri del Congo. Re Leopoldo II del Belgio e l'Olocausto dimenticato, trad. di Roberta Zuppet,
- Robert Cowley (a cura di), La Storia fatta con i se, trad. di Renzo Peru e Orietta Putignano,
- Benny Morris, Vittime. Storia del conflitto arabo-sionista 1881-2001 (Righteous victims), trad. di Stefano Galli,
- Lothar Machtan, Il segreto di Hitler, trad. di Roberta Zuppet,
- Eric John Hobsbawm, Gente che lavora. Storie di operai e contadini, trad. di M. Carpitella e S. Galli,
- Gordon W. Prange, Pearl Harbor. La storia segreta (At dawn we slept), trad. di Roberto Abate et al., a cura di Maurizio Pagliano,

2002
- Louis Rapoport, La guerra di Stalin contro gli ebrei, trad. di Erica Joy Mannucci,
- Antony Beevor, Berlino 1945. La caduta (Berlin 1945. The downfall), edizione italiana a cura di Maurizio Pagliano, trad. di Enzo Peru,
- Ian Ousby, Verdun. La più grande battaglia della prima guerra mondiale,
- Eric John Hobsbawm, Anni interessanti: autobiografia di uno storico, edizione italiana a cura di Brunello Lotti, trad. di Daniele Didero e Sergio Mancini,
- Robert Cowley (a cura di), Se Lenin non avesse fatto la Rivoluzione. Nuove ipotesi di storia fatta con i se,
- David I. Kertzer, I Papi contro gli ebrei: il ruolo del Vaticano nell'ascesa dell'antisemitismo moderno, trad. di Maria Barbara Piccioli e Sergio Mancini,
- Michael Hardt-Toni Negri, Impero: il nuovo ordine della globalizzazione, trad. e cura di Alessandro Pandolfi e Daniele Didero,

2003
- Antony Beevor, Creta 1941-1945: la battaglia e la resistenza, trad. di Sergio Mancini,
- Bernard Lewis, Semiti e Antisemiti. Le origini dell'odio arabo per gli ebrei (Semites and anti-Semites), trad. di D.M. Bathish e A. Vanoli,
- Ian Black-Benny Morris, Mossad (Israel's secret wars), trad. di Enzo Peru,
- Yves Ternon, Gli Armeni 1915-1916: il genocidio dimenticato,
- Giulio Massobrio-Marco Gioannini, Custoza 1866: la via italiana alla sconfitta,
- Michael Burleigh, Il Terzo Reich: una nuova storia, trad. di Carlo Capararo, Stefano Galli, Maddalena Mendolicchio,

2004
- Benny Morris, 1948: Israele e Palestina tra guerra e pace, trad. di Stefano Galli,
- Norman Davies, La Rivolta. Varsavia 1944: la tragedia di una città fra Hitler e Stalin, edizione italiana a cura di Maurizio Pagliano, trad. di Caterina Balducci et al.,
- David Stevenson, La Grande Guerra: una storia globale, edizione italiana a cura di Maurizio Pagliano, trad. di Giorgio Maini,
- Daniel Barenblatt, I medici del Sol Levante: gli esperimenti segreti giapponesi 1932-1945 (A plague upon humanity), trad. di Fjodor B. Ardizzoia,
- Bernard Lewis, I musulmani alla scoperta dell'Europa (The muslim discovery of Europe), trad. di Denis M. Bathish,
- Albert Brian Bosworth, Alessandro Magno: l'uomo e il suo Impero (Conquest and Empire), trad. di Giuseppe Bernardi,
- Steve Call, La guerra segreta della CIA. L'America, l'Afghanistan e Bin Laden dall'invasione sovietica al 10 settembre 2001 (Ghost Wars), edizione italiana a cura di Maurizio Pagliano, trad. di Enzo Peru,

2005
- Benny Morris, Esilio. Israele e l'esodo palestinese 1947-1949,
- Massimo Bocchiola-Marco Sartori, Teutoburgo. La grande disfatta delle legioni di Augusto,
- Philip Short, Pol Pot. Anatomia di uno sterminio (Pol Pot. Anatomy of a nightmare),
- Raoul Pupo, Il lungo Esodo. Istria: le persecuzioni, le foibe, l'esilio,
- Dario Biocca, Silone. La doppia vita di un italiano,
- Christopher Andrew-Vasilij Mitrokhin, L'Archivio Mitrokhin. Una storia globale della guerra fredda da Cuba al Medio Oriente,
- Marco Zatterin, Trafalgar. La battaglia che fermò Napoleone,
- James Bradley-Ron Powers, Iwo Jima. La battaglia che cambiò il corso della guerra nel Pacifico (Flags of our fathers. Heroes of two Iwo Jima), a cura di Maurizio Pagliano, trad. di Enzo Peru,
- Hans Küng, Islam. Passato, presente e futuro,
- David I. Kertzer, Prigioniero del Vaticano. Pio IX e lo scontro tra la Chiesa e lo Stato italiano,
- Simon Sebag Montefiore, Gli uomini di Stalin. Un tiranno, i suoi complici e le sue vittime (Stalin. The court of the red tsar), trad. di Monica Bottini e Daniele Didero

2006
- Angela Lambert, La donna che amò Hitler. La storia sconosciuta di Eva Braun,
- Antony Beevor, La guerra civile spagnola (The Battle for Spain), trad. di Enzo Peru,
- Victor Sebestyen, Budapest 1956. La prima rivolta contro l'Impero sovietico,
- Massimiliano Griner, I ragazzi del '36. L'avventura dei fascisti italiani nella guerra civile spagnola,
- Marco Clementi, La pazzia di Aldo Moro,

2007
- Michael Burleigh, In nome di Dio. Religione, politica e totalitarismo da Hitler ad Al Qaeda,
- Benny Morris, La prima guerra di Israele. Dalla fondazione al conflitto con gli stati arabi 1947-1949,
- Giovanni Miccoli, In difesa della fede. La Chiesa di Giovanni Paolo II e Benedetto XVI,
- Marco Gioannini-Giulio Massobrio, Bombardate l'Italia. Storia della guerra di distruzione aerea 1940-1945,
- Paul Veyne, L'Impero greco-romano: le radici del mondo globale (L'Empire Gréco-Romain), ed. italiana a cura di Silvia Bellingeri, trad. di Sara Arena, Laura Cecilia Dapelli, Silvia Stucchi

2009
- Daniel Blatman, Le marce della morte. L'Olocausto dimenticato dell'ultimo esodo dai lager, trad. di E. Carandina,
- Edward Luttwak, La grande strategia dell'Impero Bizantino,

2010
- Antony Beevor, D-DAY: la battaglia che salvò l'Europa (D-Day. The battle for Normandy), trad di Chicca Galli e Daniele Didero,
- Marc Lazar (a cura di), Marie-Anne, Matard-Bonucci, Il libro degli anni di piombo. Storia e memoria del terrorismo italiano,

2011
- Timothy Snyder, Terre di sangue. L'Europa nella morsa di Hitler e Stalin (Bloodlands. Europe between Hitler and Stalin), trad. di Lorenza Lanza, Sergio Mancini e Patrizia Vicentini,
- John Foot, Pedalare! La grande avventura del ciclismo italiano, trad. di N. Stabilini,
- Giovanni Sale, La Chiesa di Mussolini. I rapporti tra fascismo e religione,
- Marco Clementi, L'alleato Stalin. L'ombra sovietica sull'Italia di Togliatti e De Gasperi,